# Indonemoura hubeiensis
Indonemoura hubeiensis is een steenvlieg uit de familie beeksteenvliegen (Nemouridae). De wetenschappelijke naam van de soort is voor het eerst geldig gepubliceerd in 1991 door Yang & Yang.